# Google Slides
Google Slides là một chương trình thuyết trình được bao gồm như một phần của gói phần mềm văn phòng dựa trên web miễn phí được Google cung cấp trong dịch vụ Google Drive của mình. Dịch vụ này cũng bao gồm Google Docs và Google Sheets, một trình xử lý văn bản và bảng tính tương ứng. Google Slides có sẵn dưới dạng ứng dụng web, ứng dụng di động cho Android, iOS, Windows, BlackBerry và dưới dạng ứng dụng trên máy tính để bàn trên ChromeOS của Google. Ứng dụng này tương thích với các định dạng tệp Microsoft PowerPoint.
Các slide này cho phép người dùng tạo và chỉnh sửa các bài thuyết trình trực tuyến trong khi cộng tác với những người dùng khác trong thời gian thực. Các chỉnh sửa được theo dõi bởi người dùng với lịch sử sửa đổi theo dõi các thay đổi đối với bản trình bày. Vị trí của mỗi biên tập viên được tô sáng bằng màu/con trỏ dành riêng cho biên tập viên và hệ thống sẽ điều chỉnh những gì người dùng có thể làm thông qua các mức độ quyền khác nhau. Các bản cập nhật đã giới thiệu các tính năng sử dụng học máy, bao gồm "Khám phá", cung cấp bố cục và hình ảnh được đề xuất cho bản trình bày và "Các mục hành động", cho phép người dùng phân công nhiệm vụ cho người dùng khác.

## Lịch sử
Vào tháng 9 năm 2007, Google đã phát hành một chương trình thuyết trình cho Google Suite, bắt nguồn từ việc mua lại Tonic Systems của công ty vào ngày 17 tháng 4 năm 2007  Vào tháng 3 năm 2010, Google đã mua lại DocVerse, một công ty cộng tác tài liệu trực tuyến cho phép cộng tác trực tuyến giữa nhiều người dùng trên Microsoft PowerPoint và các định dạng tài liệu tương thích Microsoft Office khác như Word và Excel. Các cải tiến dựa trên DocVerse đã được công bố và triển khai vào tháng 4 năm 2010  Vào tháng 6 năm 2012, Google đã mua Quickoffice, một bộ năng suất độc quyền miễn phí dành cho thiết bị di động. Vào tháng 10 năm 2012, Google Presentations đã được đổi tên thành Google Slides và một ứng dụng Chrome đã được phát hành, cung cấp các phím tắt cho Slides trên trang tab mới của Chrome.

## Nền tảng
Google Slides có sẵn dưới dạng một ứng dụng web được hỗ trợ trên các trình duyệt web Google Chrome, Mozilla Firefox, Internet Explorer, Microsoft Edge và Apple Safari. Người dùng có thể truy cập các bài thuyết trình, cũng như các tệp khác, thông qua trang web Google Drive. Vào tháng 6 năm 2014, Google đã giới thiệu một trang chủ trang web dành riêng cho Slides chỉ chứa các tệp được tạo bằng bộ ứng dụng Drive. Vào năm 2014, Google đã ra mắt một ứng dụng di động dành riêng cho Slides trên các hệ điều hành di động Android và iOS. Vào năm 2015, trang web dành cho Slides dành cho thiết bị di động đã được cập nhật giao diện "đơn giản hơn, đồng bộ hơn" và trong khi người dùng có thể đọc tệp qua các trang web di động, người dùng cố gắng chỉnh sửa bản trình bày sẽ được chuyển hướng tới ứng dụng dành riêng cho thiết bị di động viết cho Slides, do đó ngăn chặn việc chỉnh sửa trên web di động.